# All That Remains (band)
All That Remains (ATR) er et amerikansk heavy metal-band fra Springfield, USA.

## Diskografi
Studiealbums
- 2002 – Behind Silence and Solitude
- 2004 – This Darkened Heart
- 2006 – The Fall of Ideals
- 2008 – Overcome
- 2010 – For We Are Many
- 2012 – A War You Cannot Win
- 2015 – The Order of Things
- 2017 – Madness
- 2018 – Victim of the New Disease

| Musik | Spire Denne musikartikel er en spire som bør udbygges. Du er velkommen til at hjælpe Wikipedia ved at udvide den. |